# Casa Vilahur
La casa Vilahur és un edifici de Palamós (Baix Empordà) inclòs a l'Inventari del Patrimoni Arquitectònic de Catalunya.

## Descripció
La casa està elevada uns 2 metres del nivell del sòl i s'hi accedeix des del jardí per un porxo rectangular de 3 arcs rebaixats sostinguts per columnes de pedra, la de l'angle té gravada la data 1917. La planta baixa té un gran finestral i una finestra més petita cara a mar també d'arc rebaixat. El pis superior té 3 balcons amb barana de pedra treballada i un altre al costat dret. La part alta està ocupada per una terrassa amb balustrada i a la dreta s'aixeca una torratxa quadrada amb coberta a quatre vents apuntada de teula àrab vidriada. Aquest últim nivell té els murs emblanquinats que contrasten amb el parament de pedra amb morter de la resta de l'edificació.

## Història
A principis de segle Francesc Vilahur Forners compra un terreny davant de mar a La Fosca quan el lloc només comptava amb 3 edificacions. L'any 1914 Isidre Bosch i Bataller fa un projecte de torre (es conserva el document amb data de 22 de juny). La casa es basteix segons aquest mateix plànol i quedarà enllestida l'octubre de 1917. L'any 1954 l'arquitecte de Girona Joan Mª de Ribot i de Batlle (1919) s'encarrega de la restauració dels fonaments, que fan perillar l'estabilitat de l'edifici, i doble les columnes del porxo per a reforçar l'estructura. Als anys 60 es fa una última reforma que consisteix a traslladar l'escala de l'entrada que es trobava a l'arc frontal de la casa per situar-la al jardí.